# 매스 이펙트 (비디오 게임)
《매스 이펙트》(Mass Effect)는 바이오웨어에 의해 엑스박스 360용으로 개발되었으며 디미어즈 스튜디오가 마이크로소프트 윈도우로 이식한 액션 RPG이다. 엑스박스 360판은 마이크로소프트 게임 스튜디오에 의해 전 세계적으로 2007년 11월에 발매되었고, 윈도우판은 일렉트로닉 아츠에 의해 2008년 5월 28일에 발매되었다.
바이오웨어는 매스 이펙트 3부작을 완성하기 위한두편의 후속작 계획에 더해, 시리즈 사이의 스토리를 채워주기 위한 에피소딕 콘텐츠를 온라인으로 발매할 계획을 세웠다. 첫 번째 다운로드 가능 콘텐츠(DLC)는 Bring Down the Sky로, 2008년 3월 10일(PC판은 2008년 7월 29일)에 공개되었고, 두 번째 DLC는 2009년 8월 25일에 PC와 엑스박스 360으로 공개된 Pinnacle Station이다.

## 게임 플레이

### 캐릭터 제작과 병과
비록 대부분의 게임 스크린샷과 콘셉트 아트(Concetp Art)들이 '기본' 남성 커맨더 셰퍼드지만, 플레이어는 셰퍼드의 외모, 성별, 능력, 심지어 군 뒷배경까지 커스터마이징 할 수 있다.
또한, 매스 이펙트는 캐릭터가 선택 가능한 여섯개의 병과를 포함하고 있다. 각각의 병과는 몇몇 특정한 '탈랜트'를 가지고 있다. 각각의 탈랜트가 오를 때마다, 캐릭터는 능력치를 얻거나, 새로운 능력을 언락하거나, 다른 탈랜트를 언락 할 수 있다. 또한 각각의 병과는 같은 이름을 지닌 특별한 탈랜트를 지니며, 뒷배경에 관련된 탈랜트를 가질 수도 있다.
캐릭터가 처음 만들어지면, 여섯개의 병과가 선택가능하다. 솔져는 무기, 엔지니어는 '옴니툴(Omni-tool)'의 사용과 기술계열 능력을, 어뎁트는 생물계열의 능력(일반 판타지의 '마법'의 개념)에 가장 능숙하다. 나머지 3개 병과는 처음 3개의 조합이다. 인필트레이터는 솔져와 엔지니어, 센티넬은 엔지니어와 어뎁트, 그리고 뱅가드는 솔져와 어뎁트의 조합이다. 이 3개 병과는 주 병과만큼의 기술을 가지지 못한다.(예를 들어, 뱅가드는 솔져의 반만큼의 기술과 어뎁트의 반을 지닌다)
또한 플레이어는 캐릭터의 뒷배경 3개 중 하나를 선택 할 수 있다. 이 3개는 각각 "Spacer"(우주에서 크고 자람), "Colonist"(지구 외의 식민 행성에서 태어남), 혹은 "Earthborn"(지구의 도시중 하나의 길거리에서 자람)이다. 그리고 그들이 끔찍한 전투에서의 단 한명의 생존자인지, 전쟁 영웅인지, 무자비한 군인인지도 선택할 수 있다. 비록 다른 캐릭터들이 플레이어에게 말할 때 그들의 배경과 관련해서 말하며, 사이드 퀘스트의 가능 혹은 불가능 여부를 결정하지만, 게임 자체에는 적은 영향만을 미친다. 대부분의 상황에서 플레이어의 배경은 대사 선택에 직접적인 영향을 미치지 않는다.

### 전투와 능력
게임에서의 전투는 실시간으로 이루어지지만, 플레이어는 분대의 무기변경, 분대원이 사용할 능력 및 분대명령을 내리기 위해 언제든지 시간을 '일시정지' 할 수 있다. 플레이어와 그 아군들은 화기(게임을 통해 주어지는 업그레이드를 통해 수정가능), 기술계 능력(적의 장비와 능력을 손상시키거나 일시정지) 그리고 생물계 능력(마법, 혹은 스타워즈의 '포스'와 비슷한 개념)을 사용해서 그들의 적군과 싸운다.
플레이어는 그들의 캐릭터의 행동을 그들의 분대원의 공격과 같이 직접 통제 할 수 있으나, 분대원들의 직접 '조종' 할 수는 없다. 그러나, 방향키로 그들에게 명령(엄폐, 재집결, 특정한 타겟의 공격, 전방 정찰등)을 내릴 수는 있다. 분대원들의 무기와 능력은 두개의 '휠' 인터페이스를 통해 선택된다-하나는 분대의 무기 관리를 위해, 다른 하나는 분대원 각각의 사용 가능한 능력과 재충전 시간을 보여준다. 이 명령 인터페이스는 윈도우버전을 위해 화면의 양 측면에 각각 다른 분대원에게 할당하도록 재작업되었다.

### 무기 및 장비
매스 이펙트는 4개의 전통적인 무기들과(권총, 샷건, 돌격소총, 저격총) 수류탄을 다양한 무기와 방어구 업그레이드와 함께 제공하고 있다. 플레이어는 언제든지 게임을 일지정지 하고 분대원들의 장비를 변경 할 수 있다. 이 방법은 중요한 전술중 한가지인데, 알맞은 장비를 장비함은 빠른 승리(혹은 패배)를 결정 할 수 있기 때문이다.
총알은 무한정 제공된다. 대신 무기는 사용시 열을 내는데, 과열시 완전히 냉각되기 전까진 사용이 불가능하다. 무기를 계속해서 쏘거나 비훈련상태로 사용시 조준점의 범위증가로 나타내는 명중률의 감소가 발생한다. 더 많은 탈랜트 포인트를 특정 무기에 분배할 시, 그 무기의 데미지와 명중률이 증가한다.
방어구로는 전투와 선외활동용으로 사용할 수 있는 2중 레이어 갑옷을 착용한다. 매스 이펙트에서는 3개의 클래스로 갑옷을 구별한다. 경(經)갑옷, 중(中)갑옷, 중(重)갑옷이 그것이며, 무거운 갑옷일수록 더 적은 독성환경에 취약하지만, 캐릭터의 이동이 느려진다. 비인간 캐릭터들은 각각의 종족에 맞는 갑옷을 장착해야 한다.

### 탐험
주인공의 함선 SSV Normandy는 게임 내에서 가장 주요한 운송수단이다.
게임의 배경이 은하이기 때문에, 많은 여행은 행성간 여행이 된다. 플레이어는 목적지를 Normandy안의 "갤럭시 맵(Galaxy map, 은하 지도"에서 설정할 수 있다.
만약 플레이어가 어느 한 항성계를 방문했으면, 몇가지 선택이 가능하다. 어떤 행성들은 단순히 항성계를 완성시키기 위해 존재하며, 중요한 지위를 차지하진 않는다. 어떤 행성들은 가치 있는 물건의 '조사'만이 가능하다. 몇 개의 소행성, 위성 및 소형 수송선 역시 조사가 가능하다. 나머지 행성들은 직접 탐험이 가능하다. 플레이어는 직접 뛸 수도 있고, 거의 모든 지형에서 사용 가능한 APC, "M35 Mako"로 이동할 수 있다.
이론적으로는, 플레이어가 발견 했든 못했든, 모든 세계가 보조 임무의 한 부분이다.

## 스토리

### 설정
매스 이펙트는 2183년이 배경이다. 35년 전, 인류는 화성에서 기술적으로는 진보했으나 오랜 옛날에 멸망한 종족, 프로시언(Protheans)의 유물을 발견하게 된다. 이 기술을 연구하고 이식하여, 인류는 태양계의 한계를 뛰어넘고, 여러 식민행성을 만들며, 많은 외계인들을 만나게 된다. 외계 구조물 "매스 릴레이(Mass Relay)"를 작동시킴으로써, 여러 외계종족들은 은하계 전체를 순식간에 가로지를 수 있게 되었다. 게임 내에서, 인류는 "시타델 우주(Citadel space)"를 이루는 여러 조직중 하나인 "인간계 동맹(Human Systems Alliance, 휴먼 시스템즈 얼라이언스)"을 이루고 있다.
모든 시타델 우주는, 3개 종족이 연합하여 만든 "카운실(Council, 평의회)이라고 알려진 '정부기관'에 의해 다스려진다. 그 멤버는 아사리(Asari), 살라리안(Salarian), 그리고 투리안(Turian)이며, 카운실에 속하지 못한 종족으로는 크로간(Krogan), 엘코어(Elcor), 볼러스(Volus)등이 있고, 이 외에도 여러 다른 종족들이 있다. (해나,드렐,볼챠,쿼리안,게스,랄로이 등)

## 다운로드 가능 콘텐츠(DLC)

### "Bring Down the Sky"
첫 번째 DLC는 2008년 2월 6일에 발표되었고, Bring Down the Sky는 2008년 3월 10일에 엑스박스 360으로 발매되었고, 2008년 7월 29일에 마이크로소프트 윈도우용으로 무료 다운로드형식으로 발매되었다.
Bring Down the Sky는 4개의 눈을 가진 휴머노이드형 종족, 바타리안(Bartarians)들이 등장하는 '미지의 세계'를 포함하고 있다. 바타리안 과격론자들은 아스가르드계(Asgard system)의 이동식 소행성 정거장을 탈취해, 가까운 식민행성, 테라 노바(Terra Nova)와 충돌경로로 설정하였다. 오직 커맨더 셰퍼드만이 소행성이 충돌하기 전에 수백만명의 목숨을 살릴수 있다. 이 임무는 주요임무와 관련이 있다. 바이오웨어는 이 임무를 완수하는데 90분의 시간이 소요된다고 밝혔다.

### "Pinnacle Station"
2번째 DLC, Pinnacle Station은 "Pinnacle Station"에서 벌어나는 사건을 배경으로 한다. 플레이어가 8개의 미션을 완수하면, 4개의 추가 미션이 나타나며, 이 12개를 모두 완수할 시 5분간의 생존미션(Survival mission)을 할 수 있다. 이 DLC는 2009년 8월 25일에 공개되었다.

## 평가
| 평가 |                                        |
| --- | -------------------------------------- |
| 통합 점수 통합사 점수 메타크리틱 89/100 (PC) [ 8 ] 85/100 (PS3) [ 9 ] 91/100 (X360) [ 10 ] 평론 점수 평론사 점수 1UP.com A [ 11 ] CVG 9/10 [ 12 ] 에지 7/10 [ 13 ] 유로게이머 8/10 [ 14 ] 게임 인포머 9.75/10 [ 15 ] 게임프로 4.75/5 [ 16 ] 게임스팟 9/10 (PC) [ 17 ] 8.5/10 (X360) [ 18 ] 게임스파이 [ 19 ] 게임트레일러스 9.6/10 [ 20 ] IGN 9.2/10 (PC) [ 21 ] 9/10 (PS3) [ 22 ] 9.4/10 (X360) [ 23 ] OXM (US) 10/10 [ 24 ] GameCritics.com 10/10 [ 25 ] |                                        |
| 통합 점수 |                                        |
| 통합사 | 점수                                   |
| 메타크리틱 | 89/100 (PC) 85/100 (PS3) 91/100 (X360) |
| 평론 점수 |                                        |
| 평론사 | 점수                                   |
| 1UP.com | A                                      |
| CVG | 9/10                                   |
| 에지 | 7/10                                   |
| 유로게이머 | 8/10                                   |
| 게임 인포머 | 9.75/10                                |
| 게임프로 | 4.75/5                                 |
| 게임스팟 | 9/10 (PC) 8.5/10 (X360)                |
| 게임스파이 | [ 19 ]                                 |
| 게임트레일러스 | 9.6/10                                 |
| IGN | 9.2/10 (PC) 9/10 (PS3) 9.4/10 (X360)   |
| OXM (US) | 10/10                                  |
| GameCritics.com | 10/10                                  |